# 朗讯
朗訊科技有限公司（英語：Lucent Technologies, Inc.）是一家提供電信軟硬體設備及服務的跨國公司，總部設於美国新泽西州莫瑞山。它於1996年9月30日從AT&T科技的美国电话电报公司分離。朗訊於2006年12月1日與法国阿爾卡特對等合併，組成阿爾卡特-朗訊。

## 名字
在拉丁语中是發光的意思，因此在1996年從AT&T分離時就以「Lucent」作公司名字。
這名字被公司內部及公眾廣泛被批評。由於朗訊仍寂寂無名，為了保持國際著名研究實驗室的威信，朗訊的企業聯繫及名片都包含廣告標語「貝爾實驗室創新（Bell Labs Innovations）」。
另外，「Lucent」的词根為「Lucifer（路西法）」，意指「光之使者」，由lux（光，所有格 lucis）和ferre（帶來）所組成。路西法是但丁·阿利吉耶里的詩Inferno中的角色。在朗訊於1996年命名後不久，九號計畫於1997年發行了一個名為Inferno的操作系统。

## 歷史
美国电话电报公司決定分離設備製造業務的主要理由是為以便跟電信運營商進行競爭，並從中賺取利潤。
2006年4月2日，朗訊宣佈已同意跟阿爾卡特合併，而阿爾卡特的事業為其1.5倍。合併不但沒能產生預期的協同效應，還顯著減低了朗訊的資產總值。